# Penedo (kommun)
Penedo är en kommun i Brasilien.   Den ligger i delstaten Alagoas, i den östra delen av landet, 1 400 km nordost om huvudstaden Brasília. Antalet invånare är 60 389. Arean är 689 kvadratkilometer.
Terrängen i Penedo är platt.
Följande samhällen finns i Penedo:
- Penedo
- Campo Grande

Omgivningarna runt Penedo är en mosaik av jordbruksmark och naturlig växtlighet. Runt Penedo är det ganska tätbefolkat, med 86 invånare per kvadratkilometer.